# Nagy bandikut
A nagy bandikut (Isoodon macrourus) az emlősök (Mammalia) osztályának az erszényesek (Marsupialia) alosztályágához, ezen belül a bandikutalakúak (Peramelemorphia) rendjéhez és a bandikutfélék (Peramelidae) családjához tartozó faj.

## Előfordulása
Ausztrália, Indonézia és Pápua Új-Guinea területén honos. Természetes élőhelye a füves puszták és a bozótosok.

## Megjelenése
Testhossza 40–15 cm. Testtömege 260–1500 g. Szőrzete világosbarna színű.

## Életmódja
A nagy bandikut mozgékony állat. Mindenevő, tápláléka rovarok, földigiliszták, bogyók és fűmagvak. Néha a nőstény megeszi a kölyköket.

## Szaporodása
A párzási időszak egész évben eltart. A 12 napos vemhesség végén a nőstény 2-4 kölyöknek ad életet. 60 naposan kerül sor az elválasztásra.